# LZ 39
Der Zeppelin LZ 39 war das 39. Luftschiff des Grafen Zeppelin und das neunzehnte Luftschiff des deutschen Heeres.

## Geschichte
Die erste Fahrt von LZ 39 fand am 24. April 1915 statt.
LZ 39 traf Anfang Mai 1915 an der Westfront ein und war im Wechsel in Düsseldorf, Brüssel-Agathe und Namur stationiert. Das Luftschiff griff einmal Calais an und warf in der Nacht vom 6. auf den 7. Juni 1915 900 kg Bomben auf Harwich. Dabei entkam LZ 39 nur durch die Flucht in eine Nebelwand dem Angriff eines englischen Flugzeuges.
Ende Juli 1915 verlegte der Zeppelin an die Ostfront mit den Standorten Schneidemühl, Allenstein, Posen und Warschau und fuhr Bombenangriffe gegen russische Ziele.

## Ende von LZ 39
Bei einem Angriff am 17. Dezember 1915 auf Rowno wurde LZ 39 durch Abwehrfeuer so schwer beschädigt, dass sich das Schiff in der Luft schräg stellte und der Motorraum der vorderen Gondel ausbrach und abstürzte. Bei Luck gelang eine Notlandung. Das Luftschiff war aber so schwer beschädigt, dass es abgerüstet wurde.

## Technische Daten
- Traggasvolumen: 24.900 m³ Wasserstoff
- Länge: 161,40 m
- Durchmesser: 16,00 m
- Nutzlast: 11,1 t
- Antrieb: drei Maybach-Motoren von je 210 PS (154 kW)
- Geschwindigkeit: 25 m/s